# Mr.Children TOUR 2011 "SENSE"
『Mr.Children TOUR 2011 "SENSE"』（ミスター・チルドレン・ツアー にせんじゅういち センス）は、日本のバンド・Mr.Childrenの16作目の映像作品。2011年11月23日にトイズファクトリーよりBlu-ray DiscとDVDで発売された。

## リリース・音楽性
Blu-ray DiscとDVDの2形態で発売。DVDは2枚組。三方背ボックス仕様となっている。
16thアルバム『SENSE』を引っ提げ開催されたアリーナツアー『Mr.Children Tour 2011 SENSE』のうち、2011年5月8日に行なわれたさいたまスーパーアリーナ公演のライブの模様を収録している。監督は丹下紘希が務めた。
Mr.Childrenの映像作品としては、『Mr.Children / Split The Difference』以来約1年ぶりとなるリリース。また、Blu-ray Discでのリリースは今回が初となった。
本作のアートディレクターは丹下が担当。
発売に合わせ、本作に収録されている「花 -Mémento-Mori-」「I」「ロックンロールは生きている」「擬態」の映像が公式サイトで期間限定で視聴出来たほか、現在はトイズファクトリーの公式YouTubeチャンネルでも公開されている。また、2013年にMr.Childrenの公式YouTubeチャンネルが開設されたことに伴い、同チャンネルにも「ロックンロールは生きている」の映像がアップロードされた。

## チャート成績
初週でDVD約6.2万枚、Blu-ray Disc約4.3万枚を売り上げ、2011年12月5日付のオリコン週間DVDランキングおよび週間Blu-rayランキングでともに初登場1位を獲得。Mr.Childrenとしては『Mr.Children "HOME" TOUR 2007 -in the field-』より5作連続、通算7作目の週間DVDランキング1位となった。また、週間Blu-rayランキングで男性アーティストが総合首位を獲得するのは今回が初で、男性アーティスト初となる週間DVDランキングと週間Blu-rayランキングでの同時首位を達成した。

## 出演
- Mr.Children
  - 桜井和寿：Vocal & Guitar
  - 田原健一：Guitar
  - 中川敬輔：Bass
  - 鈴木英哉：Drums
- 小林武史：Keyboards

## 収録内容
1. OPENING
2. NOT FOUND
  - キーを半音下げて演奏された。
3. HOWL
  - イントロでMCが行なわれた。
4. 名もなき詩
5. I'm talking about Lovin'
6. エソラ
7. 〈MC〉
8. HANABI
  - キーを半音下げて演奏された。
9. くるみ
  - キーを半音下げて演奏された。
10. 花 -Mémento-Mori-
11. 【es】 〜Theme of es〜
  - 映像化されるのは本作が初となった。
12. Dive
13. シーラカンス 〜 深海
  - 「深海」は短いフレーズのみで、キーを5度下げて演奏された。
14. I
  - DVDではここまでがDISC 1となっている。
15. ロザリータ
16. 〈SE〉
17. 365日
18. ロックンロールは生きている
19. フェイク
20. ポケット カスタネット
21. HERO
22. 擬態
23. Prelude
24. ENCORE 〜 〈MC〉
25. 横断歩道を渡る人たち
26. fanfare
  - キーを半音下げて演奏された。
27. Forever
28. 〈MC〉
29. かぞえうた
30. ENDROLL
  - BGMは「擬態」。